# Ornithoctonus andersoni
Ornithoctonus andersoni is een spinnensoort uit de familie van de vogelspinnen (Theraphosidae).
De wetenschappelijke naam van de soort werd in 1892 gepubliceerd door Reginald Innes Pocock.